# Il richiamo della foresta (album)
Il Richiamo della Foresta è il sesto album in studio di Zampa, pubblicato il 12 aprile 2016 dall'etichetta Condor Music.

## Tracce
1. The Pentagon's Tales – 2:46 (musica: Flesha)
2. Il Richiamo della Foresta – 3:15 (musica: Flesha)
3. City Blues – 3:03 (musica: Flesha)
4. Osteria Lirica (featuring Jap) – 3:54 (musica: Paggio)
5. Blue Bird (Tributo a Henry Chinaski) – 4:05 (musica: Non Dire Chaz)
6. Un giorno in più (featuring Jap & Flesha) – 4:26 (musica: Flesha)
7. Ronin – 3:40 (musica: Mekoslesh)
8. Precipitare (featuring Capstan) – 3:30 (musica: Non Dire Chaz)
9. Prima Che Il Sole Vada Via (feat. Capstan & Efeizee) – 3:06 (musica: Flesha)
10. Sai dove Trovarmi (feat. Aida, Capstan) – 2:56 (musica: Non Dire Chaz)
11. Lontano dai Guai (feat. Coliche & Louis Dee) – 4:22 (musica: Retraz)
12. Z.A.M.P.A. – 4:15 (musica: Flesha)
13. Cazzi miei – 3:15 (musica: Jack the Smoker)

Tracce bonus
1. La nostra velocità (Bonus Track) – 3:10 (musica: Retraz)
2. V.City (Bonus Track) – 4:35 (musica: Flesha)